# Справочный листок города Саратова
«Спра́вочный листо́к го́рода Сара́това» — газета, выпускавшаяся в Саратове в 1863—1865 годах.

## История
Первая частная газета в Саратове. Выходила ежедневно в 1863—1865 годах.
Редактировал газету А. М. Флоров, начиная с № 98 за 1864 год — Л. Л. Тиблен.
Газета состояла в основном из объявлений и насчитывала 300—400 подписчиков.
В 1865 году переименована в «Саратовский справочный листок».